# Le Mannequin en rouge
Série
Damen i svart
(1958) Le Cavalier bleu (sv)
(1959)
Pour plus de détails, voir Fiche technique et Distribution.
Le Mannequin en rouge (Mannekäng i rött) est un film policier suédois réalisée par Arne Mattsson et sorti en 1958.
Le film est le second épisode d'une série de cinq films policiers mettant en scène le couple d'enquêteurs Hillman, avec chacun une couleur dans le titre : Damen i svart (litt. « La Dame en noir »), Le Cavalier bleu (sv), Vita frun (sv) (litt. « La Femme blanche ») et Den gula bilen (sv) (litt. « La Voiture jaune »).

## Synopsis
Le couple d'enquêteurs John et Kajsa Hillman sont sur la piste d'un tueur lié à une célèbre maison de haute-couture de Stockholm, La Femme.

## Fiche technique
Sauf indication contraire, les informations mentionnées dans cette section peuvent être confirmées par la base de données cinématographiques IMDb,  présente dans la section « Liens externes ».
- Titre original : Mannekäng i rött[1]
- Titre français : Le Mannequin en rouge[2]
- Réalisateur : Arne Mattsson
- Scénario : Folke Mellvig (sv), Lars Widding (sv)
- Photographie : Hilding Bladh (sv)
- Montage : Lennart Wallén
- Costumes : Mago
- Décors : Bibi Lindström
- Musique : Torbjörn Lundquist
- Producteurs : Rune Waldekranz
- Société de production : Sandrews
- Pays de production :  Suède
- Langue de tournage : suédois
- Format : Couleur (Eastmancolor) - 1,66:1 - Son mono - 35 mm
- Durée : 108 minutes
- Genre : Film policier
- Dates de sortie :
  - Suède : 19 décembre 1958
  - Allemagne de l'Ouest : 23 octobre 1959
  - France : 22 février 1961[2]

## Distribution
- Karl-Arne Holmsten : John Hillman
- Annalisa Ericson : Kajsa Hillman
- Anita Björk : Birgitta Lindell
- Lillebil Ibsen (sv) : Thyra Lennberg
- Nils Hallberg (sv) : Freddy Sjöström
- Gio Petré (sv) : Gabrielle von Hook
- Bengt Brunskog (sv) : Johan Robert Nordahl dit « Bobbie »
- Lena Granhagen (sv) : Sonja Svensson
- Lennart Lindberg (sv) : Rickard von Hook
- Kotti Chave (sv) : Sune Öhrgren, l'inspecteur de police
- Lissi Alandh (sv) : Peter Morell
- Kerstin Dunér (sv) : Anette
- Torsten Winge (sv) : Lindkvist
- Anita Lindblom : Monika, le mannequin

## Postérité
Tim Lucas, le biographe américain de Mario Bava, a émis l'hypothèse que Le Mannequin en rouge avait influencé Bava pour son premier giallo, Six Femmes pour l'assassin. Les deux films décrivent en effet une série de meurtres sanglants dans le monde de la haute couture et plus techniquement, Lucas rapproche la manière des deux réalisateurs d'utiliser des filtres de couleurs pour créer des scènes et des ambiances très colorées. Le critique italien Roberto Curti réfute cette hypothèse puisque Le Mannequin en rouge n'a jamais été distribué en Italie, jugeant donc improbable que Bava ou les scénaristes n'aient vu le film.